# Pródomos Prodrómou
Pródomos Prodrómou, né le 23 novembre 1958 à Tübingen, est un homme politique chypriote.
Le 1er mars 2018, il est nommé porte-parole du gouvernement chypriote.
Il est nommé ministre de l'Éducation, de la Culture, des Sports et de la Jeunesse dans le gouvernement Anastasiádis II le 3 décembre 2019.